# Robert Mintkiewicz
Robert Mintkiewicz (Douchy-les-Mines, 14 ottobre 1947) è un ex ciclista su strada francese.
Professionista dal 1969 al 1979, per tutta la durata della sua carriera è stato gregario di Lucien Van Impe accompagnandolo anche nel vittorioso Tour de France 1976. In quella stessa edizione della Grande Boucle vinse la particolare classifica dedicata ai traguardi volanti.

## Palmarès
- 1969 (Sonolor, una vittoria)

Grand Prix de la Ville de Lillers
- 1970 (Sonolor, una vittoria)

3ª tappa, 1ª semitappa Quatre Jours de Dunkerque (Saint Quentin > Valenciennes)
- 1973 (Sonolor, tre vittorie)

Circuit des Boucles de la Seine
Classifica generale Étoile de Bessèges
1ª tappa Tour du Nord (Calais > Lillers)
- 1974 (Sonolor, due vittorie)

1ª tappa Tour de l'Oise (Creil > Compiègne)
Classifica generale Tour de l'Oise
- 1975 (Gitane, una vittorie)

1ª tappa Circuit de la Sarthe (La Flèche > La Flèche)
- 1977 (Gitane, una vittoria)

Grand Prix de Denain

### Altri successi
- 1975 (Gitane, una vittoria)

Criterium di Sin-le-Noble
- 1977 (Gitane, una vittoria)

Classifica sprint Tour de France

## Piazzamenti

### Grandi Giri
- Tour de France

1971: 84º
1972: 87º
1973: 80º
1974: 87º
1975: 53º
1976: 49º
1977: fuori tempo massimo (alla 15ª tappa)
1979: ritirato (alla 3ª tappa)

### Classiche monumento
- Milano-Sanremo

1976: 19º
- Giro delle Fiandre

1974: 52º
- Parigi-Roubaix

1972: 43º
1973: 33º
1974: 26º
1975: 30º